# اوتار مارتسفالدزه
اوتار مارتسفالدزه (14 يوليو 1984 بتبليسي في جورجيا - ) هو لاعب كرة قدم جورجي في مركز الهجوم. شارك مع منتخب جورجيا تحت 17 سنة لكرة القدم ومنتخب جورجيا تحت 19 سنة لكرة القدم ومنتخب جورجيا تحت 21 سنة لكرة القدم ومنتخب جورجيا لكرة القدم. أما مع النوادي، فقد لعب مع أنجي محج قلعة وديلا غوري ودينامو كييف وسبارتاك فلاديكافكاز ونادي دينامو تبليسي ونادي فولغا نيجني نوفغورود ونادي كراسنودار وويت جورجيا ونادي توسنو وFC Dynamo-2 Kyiv ‏ وهوفيرلا أوجهورود ‏ ونادي سكا خاباروفسك.

## وصلات خارجية
- اوتار مارتسفالدزه على موقع اتحاد أوكرانيا (الإنجليزية)
- اوتار مارتسفالدزه على موقع قاعدة بيانات كرة القدم.إي يو (الإنجليزية)
- اوتار مارتسفالدزه على موقع ناشيونال فوتبول تيمز (الإنجليزية)
- اوتار مارتسفالدزه على موقع Soccerway.com (الإنجليزية)
- اوتار مارتسفالدزه على موقع عالم كرة القدم.نت (الإنجليزية)